# Kumara (Nouvelle-Zélande)
Pour les articles homonymes, voir Kumara.
Kumara est une bourgade de l'île du Sud de Nouvelle-Zélande,qui comprenait 309 habitants en 2013. Elle se trouve dans le district de Westland à 30 km au sud de Greymouth. Elle est baignée par le Taramakau.
Elle a été fondée en 1876 pendant la ruée vers l'or et comptait 4 220 habitants en octobre 1877.